# Chant XXV du Paradis
Le Chant XXV du Paradis est le vingt-cinquième chant du Paradis de la Divine Comédie du poète florentin Dante Alighieri. Il se déroule dans le Ciel des étoiles fixes, où résident les esprits triomphants ; nous sommes dans l'après-midi du 14 avril 1300 ou du 31 mars 1300.
Ce chant, ainsi que le chant précédent et le chant suivant, constituent une sorte d'« examen » de Dante sur les trois vertus théologales : après une prière initiale de Béatrice, Dante interroge respectivement saint Pierre sur la foi, saint Jacques le Majeur sur l'espérance et saint Jean sur la charité.

## Thèmes et contenus

### Les Espoirs de Dante: le Retour dans sa Patrie et le Laurier poétique: versets 1-12
Le Chant XXV s'ouvre sur l'espoir, exprimé par le Dante-poète, que, grâce à son « poème sacré », la sentence d'exil qui pèse sur lui puisse être annulée : s'il en est ainsi, il espère que, revenant dans sa ville natale avec une maturité plus grande que lorsqu'il l'a quittée, il pourra recevoir la couronne du poète sur les fonts baptismaux, car au Paradis, Saint Pierre a approuvé la foi qu'il a démontrée et argumentée.

### Saint Jacques: versets 13-39

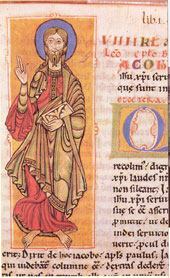
Image de St James provenant d'un codex du XIIe siècle.

Le récit reprend ensuite : de la couronne dont fait partie Pierre, une lumière se dirige vers Dante. Béatrice la désigne comme celle de l'apôtre Jacques, dont le sanctuaire de Compostelle est un lieu de pèlerinage.
Pierre et Jacques se montrent mutuellement des signes d'affection, comme deux pigeons, vantant la nourriture divine qui les nourrit au Paradis. Puis ils se tournent tous les deux en silence vers Dante, leurs visages sont si brillants que Dante baisse la tête. Pleine de joie, Béatrice se tourne vers Jacques, le glorifiant comme l'apôtre qui a si souvent représenté l'espérance, tant dans son épître que dans les épisodes où le Christ l'a voulu avec lui. Elle invite ensuite Dante à lever son visage avec confiance, car il doit être fortifié par la lumière qui émane des âmes.

### Dante questionné sur l'Espérance: versets 40-99
L' apôtre Jacques demande ensuite à Dante à qui Dieu a accordé une visite au Paradis avant la mort pour qu'il puisse ensuite, à son retour sur terre, soutenir son espérance et celle des autres, de dire ce qu'est l'espérance, dans quelle mesure elle est présente dans son âme et d'où elle lui est venue. Béatrice répond à la seconde question à la place du poète, en déclarant qu'aucun croyant n'est plus rempli d'espérance que lui, et que c'est pour cette raison qu'il lui a été donné la grâce de pouvoir voir, encore vivant, le Paradis. Dante répond avec empressement que l'espérance est l'attente certaine d'une béatitude future, découlant de la grâce divine et des mérites antérieurs. Cette vérité, dit-il, provient de nombreuses sources faisant autorité, mais il l'a tout d'abord déduite des Psaumes de David, où l'on peut lire : « Qu'ils espèrent en toi ceux qui connaissent ton nom ». L'espérance, ajoute Dante, a ensuite été nourrie en lui par l'épître de Jacques et maintenant il déverse sur les autres l'espérance qui lui a été insufflée.
Alors que Dante parle, saint Jacques exprime sa joie par un éclair de lumière. Il dit alors que l'amour de l'espérance, qui l'a accompagné toute sa vie jusqu'à son martyre, est toujours vivant et le pousse à demander à Dante de préciser l'objet de son espérance. L'Ancien et le Nouveau Testament, répond Dante, fixent le but vers lequel tend l'homme, à savoir la vie éternelle ; Isaïe affirme que la vraie terre de tout homme est le Paradis où il est revêtu d'un double vêtement (corps et âme) ; saint Jean, dans l'Apocalypse, précise encore cette affirmation. Dès que Dante se tait, on entend résonner le verset du psaume IX et toutes les âmes répondent.

### Saint Jean: versets 100-117

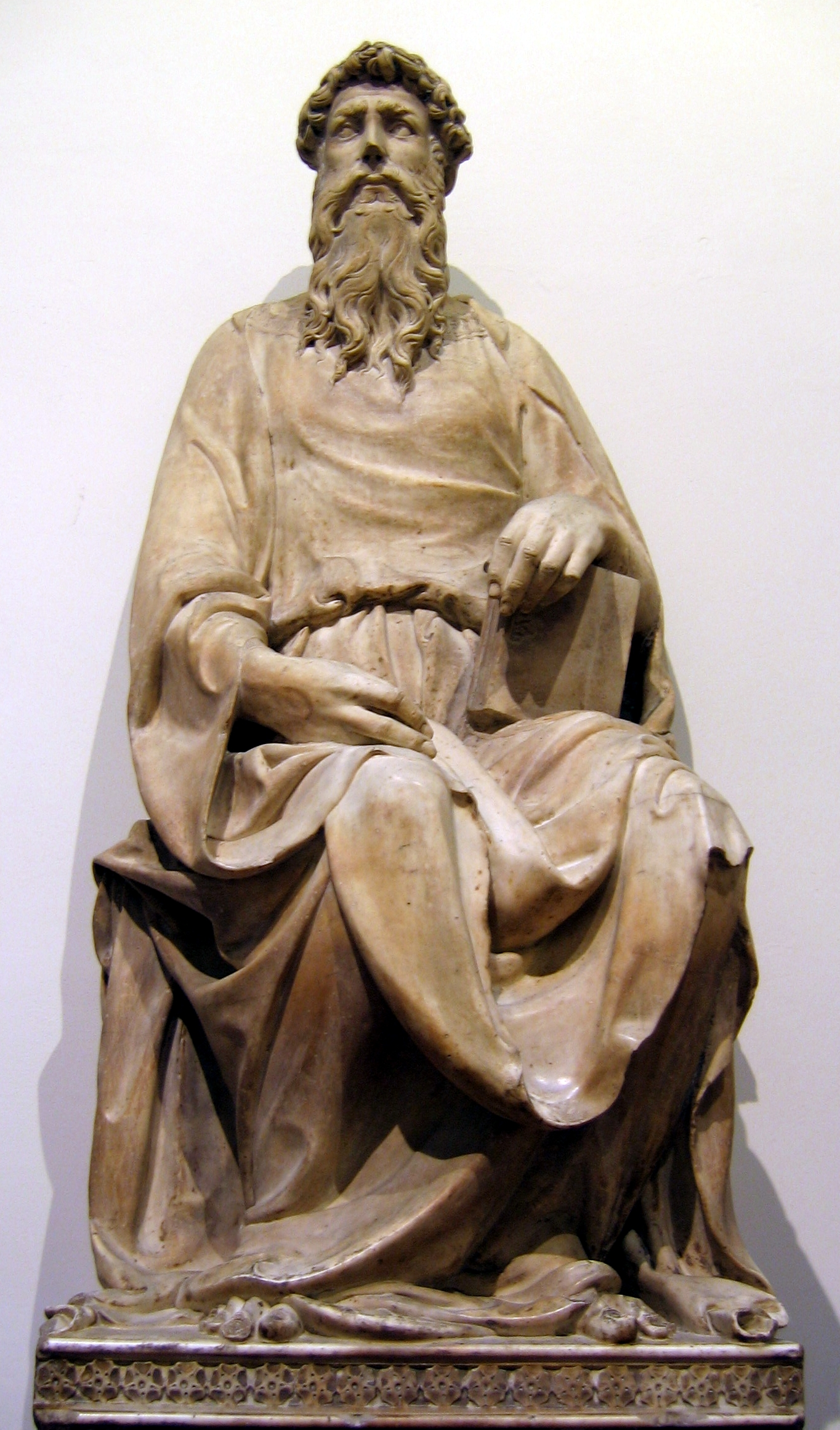
Saint Jean l'Apôtre, Florence, Museo dell'Opera del Duomo.

Parmi les âmes qui dansent et chantent, une lumière brille si fort qu'elle semble être un autre soleil, et s'approche des deux âmes proches de Dante, à savoir Pierre et Jacques, accompagnant leur chant et leur mouvement en rythme. Béatrice explique qu'il s'agit de saint Jean, celui qui a posé sa tête sur la poitrine du pélican sacré et qui a été choisi par Jésus mourant comme nouveau fils de Marie.

### Dante ébloui: versets 118-139
Dante aiguise son regard pour voir à l'intérieur de la lumière qui l'éblouit, mais Jean l'incite à renoncer, lui rappelant que son corps est une terre parmi les terres, comme pour tous les autres hommes jusqu'au Jugement dernier. La seule exception est le Christ et la Vierge, qui sont montés à l'Empyrée en corps et en âme.
À ce moment-là, les danses et les chants des trois saints s'arrêtent. Dante se retourne pour voir Béatrice, mais en vain, et il est troublé même s'il est à ses côtés et au Paradis.

## Analyse
Les quatre premiers tercets sont exprimés non pas par la voix du « voyageur » mais par le poète, qui parle de lui et de son œuvre en relation avec l'exil. Dans la majeure partie du poème, il est prophétisé comme un événement futur, alors que dans ces vers, Dante représente l'exil de manière directe, comme une réalité dure et longue à supporter, due à la « cruauté des loups » qui l'ont chassé du « beau bercail » de sa jeunesse innocente (agneau). C'est en exil, au prix de nombreuses années de labeur, qu'est né le « poème sacré  », dans lequel collaborent les réalités divines et humaines, et c'est à cette œuvre que le poète qui, pour la seule fois, se désigne comme tel), confie l'espoir de pouvoir revenir dans sa ville au milieu d'une reconnaissance solennelle. Cet espoir est renforcé par l'approbation qu'il vient de recevoir de Saint Pierre après son examen sur la Foi.
Le désir et le souhait, quoique peut-être teintés de doute (Se mai continga che...) sont idéalement placés dans une succession de textes où Dante parle directement de sa condition et de ses perspectives d'exilé. La chanson Tre donne intorno al cor mi son venute (Trois femmes autour de mon cœur sont venues à moi) date des tout premiers jours après sa condamnation, dans laquelle Dante se dit fier d'avoir été banni par de méchants concitoyens ; après son exclusion de l'amnistie convoquée par Baldo d'Aguglione en 1311, il rejette dédaigneusement, en 1315, l'offre de retour au prix d'un acte public de repentance (Epîtres XII,6 A mon ami florentin). Dans le chant XXV du Paradis, alors qu'il approche de la fin de son œuvre (et aussi de sa vie), il exprime l'espoir que ce poème, dont il connaît la valeur, lui vaudra de retourner dans sa patrie et de recevoir le laurier de poète sur les fonts baptismaux.
Par rapport au chant précédent, l'examen proprement dit occupe beaucoup moins de versets et s'articule de manière moins strictement fidèle au modèle scolaire, comme le montre l'intervention de Béatrice elle-même, qui anticipe la deuxième réponse que Dante aurait dû donner (évitant ainsi l'orgueil du poète-pèlerin). La comparaison établie par Dante dans le Chant XXV entre lui et le baccelliere qui passe l'examen final est reprise dans les versets 64-66.
La langue reste dans un registre élevé, et les citations répétées de l'Écriture Sainte ressortent. Les aspects expressifs les plus pertinents sont toutefois liés aux thèmes, typiques du Paradis, de la lumière comme manifestation de la joie et du chant associé à la danse comme symbole d'une harmonie complète. Ce sont les thèmes qui accompagnent également l'apparition de saint Jean ; il s'adresse sur un ton affectueux à Dante, qui tente d'apercevoir ses traits corporels, en vain, parce qu'il est ébloui par la lumière émanant de l'âme bienheureuse, et parce que le corps de Jean est encore poussière parmi la poussière (verset 124).
Le Chant se termine par une exclamation du poète qui rappelle le trouble qu'il a ressenti devant l'impossibilité de voir Béatrice : il savait bien qu'il était près d'elle, et qu'il se trouvait dans le lieu de la béatitude, mais cela ne suffisait pas pour éviter sa réaction instinctive d'égarement.